# ヘニング・グレナンダー

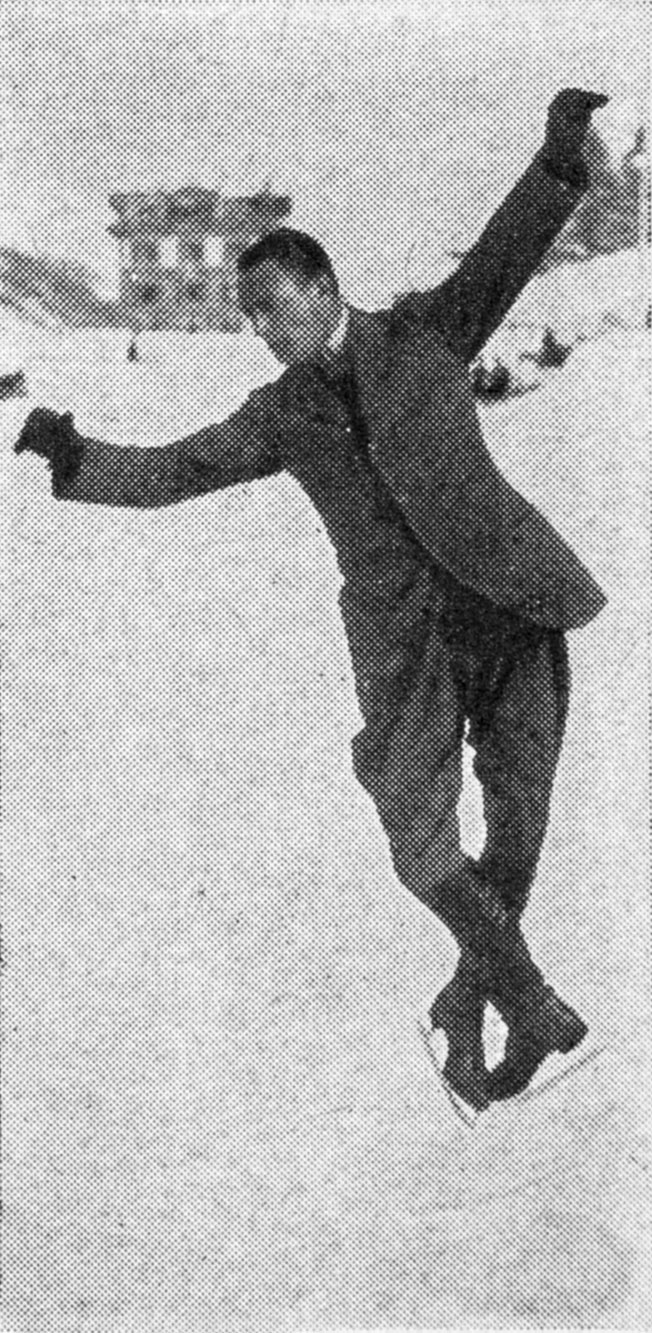
ヘニング・グレナンダー

ヘニング・グレナンダー（Henning Grenander、1874年 - 1958年）は、スウェーデン出身の男性フィギュアスケート選手。

## 経歴
- 1893年ヨーロッパフィギュアスケート選手権2位。
- 1898年世界フィギュアスケート選手権優勝。

## 主な戦績
| 大会/年    | 1892-93 | 1897-98 |
| ---------- | ------- | ------- |
| 世界選手権 |         | 1       |
| 欧州選手権 | 2       |         |